# Michael Duignan
Michael Gerard Duignan (ur. 15 lipca 1970 w Rooskey) – irlandzki duchowny rzymskokatolicki, biskup Clonfert od 2019, również biskup Galway-Kilmacduagh od 2022.

## Życiorys
Święcenia kapłańskie otrzymał 17 lipca 1994 i został inkardynowany do diecezji Elphin. Był m.in. kapelanem kilku kolegiów katolickich w Sligo, dyrektorem diecezjalnej formacji diakonów stałych, sekretarzem kurii diecezjalnej, kanclerzem kurii oraz wikariuszem biskupim ds. edukacji.
16 lipca 2019 papież Franciszek mianował go ordynariuszem diecezji Clonfert. Sakry udzielił mu 13 października 2019 biskup John Kirby.
11 lutego 2022 papież Franciszek mianował go biskupem Galway-Kilmacduagh, łącząc tym samym ją unią in persona episcopi z diecezją Clonfert.